# CATI
CATI é o acrónimo para Computer Assisted Telephone Interviewing que significa Entrevista Telefónica Assistida por Computador.
O CATI é a técnica de inquérito estatístico realizada através do telefone. 
O entrevistador é orientado durante a entrevista seguindo um algoritmo disponibilizado pelo computador. Esse software tem a capacidade de configurar a ordem e o tipo de questões baseando-se nas respostas anteriores, ou na informação conhecida sobre o participante.